# Que Tal
Que Tal é uma canção da cantora e compositora brasileira Marina Sena com a participação do cantor Fleezus, lançada em 25 de setembro de 2023 como terceiro single do seu segundo álbum de estúdio, Vício Inerente, através da Sony Music Brasil. A faixa foi escrita por Marina Sena e Fleezus com a produção de Iúri Rio Branco.

## Certificações
Em 5 de abril de 2024, Sena recebeu um quadro de sua gravadora, Sony Music Brasil, contendo as certificações em que as músicas e seu álbum estão elegíveis. O single está elegível a receber o certificado de disco platina (+80.000 vendas) no Brasil.

## Faixas e formatos
| Download digital / streaming / vinil |                         |         |  |
| N.º                                  | Título                  | Duração |  |
| 1.                                   | "Que Tal" (com Fleezus) | 3:10    |  |

## Histórico de lançamento
| País   | Data                | Formato(s)                 | Gravadora(s)      | Ref.  |
| ------ | ------------------- | -------------------------- | ----------------- | ----- |
| Vários | 27 de abril de 2023 | Download digital streaming | Sony Music Brasil | [ 7 ] |
| Brasil | 10 de julho de 2023 | Vinil                      | Noize Record Club | [ 8 ] |